# Abul Wafa (kráter)

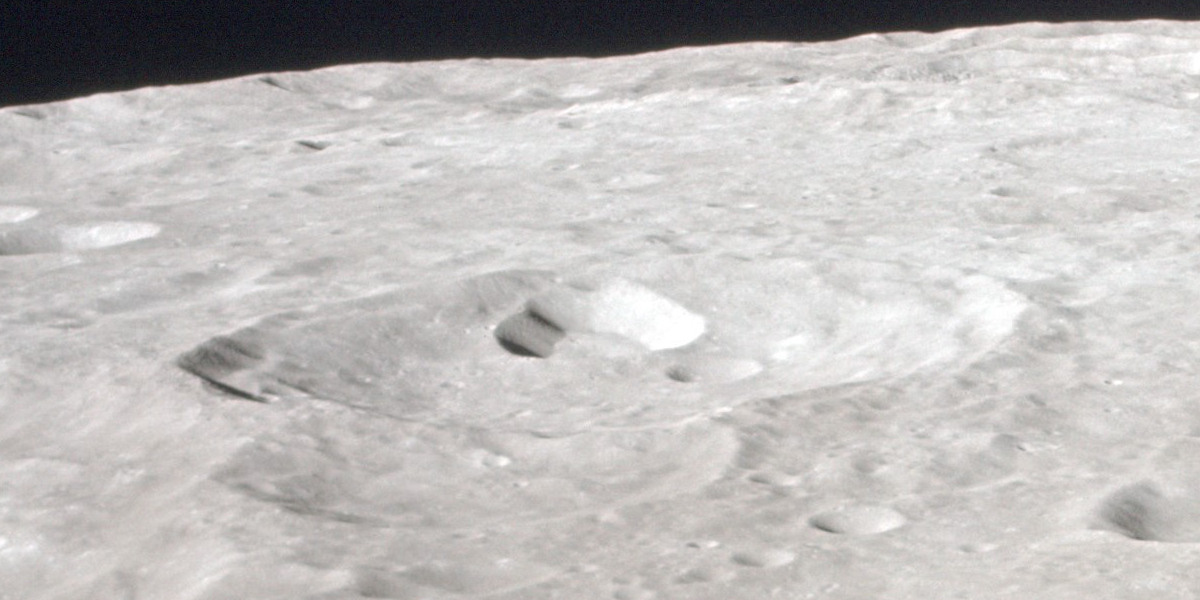

Abul Wafa je impaktní kráter, který se nachází v blízkosti měsíčního rovníku na odvrácené straně Měsíce. Pojmenován je podle perského matematika a astronoma Abu'l-Wafa. Na východ jsou krátery Ctesibius a Heron. Na severovýchodě leží větší kráter King a na jihozápadě je kráter Vesalius. Obvod tohoto kráteru poněkud připomíná tvar diamantu. Okraj a vnitřní stěny jsou narušeny erozí. Kolem většiny vnitřních stěn jsou římsy, které kdysi mohly být terasami.
Malý kráter ležící na dně severního okraje je Abul Wafa A (16 km). Vnější okraj je relativně bez teras a na dně je několik malých kráterů.